# Михаловский, Якуб
Якуб Михаловский (пол. Jakub Michałowski; 6 мая 1612, Краков — 23 марта 1663) — польский мемуарист и библиофил XVII века.

## Биография
Родился в Мазовии (историческая область Польши в среднем течении Вислы и нижнем течении её притоков Западный Буг и Нарев) в семье богатого польского шляхтича Мельхиора Михаловского. Учился в Замойской академии и Краковском университете, позже служил при дворе короля Владислава IV Вазы. 12 февраля 1634 получил отчество правительство люблинского войского. Вместе с младшим братом Яцеком поддерживал Яна-Казимира Вазы, представлял королевича на предлеционном сейме в г. Прошовице (1648). Как хорунжий королевской хоругви придворной шляхты принимал участие в Зборовской битве 1649; позже — в Берестецкой битве 1651. С началом т.н. Потопа 1655 года был вынужден с семьей временно эмигрировать в Венгрию (Кезмарк). Верность Михаловского польскому королю Яну II Казимиру Ваза была должным образом оценена. В 1658 и 1659 годах он избирается депутатом на вальные сеймы, а 28 февраля 1659 года получил сенаторский титул и должность бецкого кастеляна.
Был выдающимся польским библиофилом и мемуарист, его собрание — одно из богатейших в Краковском воеводстве, им пользовался при написании своей хроники знаменитый польский историк XVII века. Веспасиан Коховский. Собирал прежде всего рукописные источники (королевские универсалы, письма, дневники, сеймовые инструкции и определения, стихи, генеалогические материалы и тому подобное) по 1600-1662 года. Это были как оригиналы, так и копии, которые Михаловский систематизировал и переплетал в фолианты значительного объёма. Есть там и его авторские произведения, прежде всего дневники Зборовской битвы 1649 года, во время которой он потерял часть своей библиотеки, и Берестецкой битвы 1651 года. В дневниках и других произведениях Михаловского, как и в подавляющем большинстве собранных им материалов. Самая большая и самая ценная часть некогда большого собрания Михаловского хранится в отделах рукописей Библиотеки Польской АН в Кракове (сигнатуры: 2251-2257) и Национальной библиотеки в Варшаве (25 рукописей). С одного из краковских сборников польский археограф Гельцель издал в 1864 г. 355 документов, в том числе письма Б. Хмельницкого, И. Выговского, М. Кривоноса и др.